# Mukhtar Aymakhanov
Mukhtar Rabatovitch Aymakhanov (Dzhusaly, 1er janvier 1967) est un cosmonaute kazakh puis russe.

## Biographie
Diplômé en 1988 de l’École Supérieure d'Aviation Militaire du Komsomol de Lénine à Tchernigov, en Ukraine. Il a été major dans l'Armée de l'Air kazakhe. Dans le même temps, il a accompli des études de droit.

## Carrière comme cosmonaute
Il a été sélectionné en 2002 dans le premier groupe de cosmonautes kazakhs avec Aïdïn Aimbetov. Son entraînement de base a duré deux ans. 
Comme il n'a finalement pas volé et que ses chances en tant que Kazakh sont aujourd'hui réduites, il a rejoint le corps des cosmonautes russes le 27 janvier 2014 et a adopté la citoyenneté russe pour cela.